# Pipp Brook
Der Pipp Brook ist ein Wasserlauf in Surrey, England. Er entsteht westlich von Holmwood am nördlichen Rand der Befestigungsanlage Anstiebury Camp und fließt in nördlicher Richtung durch mehrere kleine Teiche. Im Westen von Westcott fließt er durch einen Mühlenteich und wendet sich kurz danach in östlicher Richtung, um durch den Norden von Dorking zu fließen. Er mündet im Nordosten der Stadt in den River Mole.